# Hans Krainz
Hans Krainz (13 de mayo de 1906, Zúrich - 20 de mayo de 1980 ibíd.) fue un horticultor y botánico suizo, reconocido especialista en cactus.

## Vida y obra
Hans Krainz, que se especializó como jardinero tanto en árboles y en arbusto,s ornamentales, fue el primer director de la Sukkulenten-Sammlung (Colección de suculentas, de Zúrich. En ese puesto estuvo activo hasta su jubilación en 1972.
A través de su obra, desarrolló un gran entusiasmo por los cactus y otras suculentas. Ya en 1932 se convirtió en miembro de la Sociedad Alemana de Cactus. En 1933 fue elegido Presidente de la Sociedad Suiza de Cactus. A finales de septiembre de 1950, en Zúrich, fue un iniciador clave de la formación de la Organización Internacional para las Suculentas (IOS).
Krainz fue redactor y editor en jefe de Los cactus, que apareció desde 1954 hasta 1975. Entre 1966 y 1970, realizó dos viajes de estudio para visitar los sitios de los cactus en EE. UU. y en México.

## Algunas publicaciones
- Die Entwicklung der Kakteenforschung der letzten 20 Jahre und deren Einfluss auf die Liebhaberei (El desarrollo de la investigación de cactus de los últimos 20 años y su influencia en la afición). Zúrich, 1940
- Sukkulentenkunde. Jahrbücher der Schweizerischen Kakteen-Gesellschaft (Sukkulentenkunde. Anales de la Sociedad Suiza de Cactus). 1947-1963 (editor)
- Aufbau und Pflege einer Kakteensammlung : Artenwahl, Pflegekalender mit wichtigen Hinweisen und kurzen Anleitungen, Winterpflege und Importenbehandlung (Crear y mantener una colección de cactus: selección de especies, calendario de cuidado con referencias importantes y breves instrucciones, la atención de invierno y tratamiento de las importaciones). Münsingen: B. Fischer, 1953
- Kakteen: eine Gesamtdarstellung der eingeführten Arten nebst Anzucht- und Pflege-Anweisungen (Cactus: una presentación general de las especies importadas, así como en el cultivo y las instrucciones de cuidado). Stuttgart, 1956-1975 (De hojas sueltas, sin terminar)
- Sukkulenten. Zürich, Silva-Verlag, 1958 - mit Pia Roshardt
- Plantes grasses. Zürich, Silva-Verlag, 1958 (Sukkulenten edición francesa)

## Honores

### Epónimos
Curt Backeberg nombró en su honor, el género Krainzia Backeb. de la familia Cactaceae.
- La abreviatura «Krainz» se emplea para indicar a Hans Krainz como autoridad en la descripción y clasificación científica de los vegetales.[3]